# Сонхам, Чанатип
Чанатип Сонхам (тайск. ชนาธิป ซ้อนขำ; род. 1 марта 1991, Пхаттхалунг) — тайская тхэквондистка, представительница весовых категорий до 49 и до 53 кг. Выступает за сборную Таиланда по тхэквондо начиная с 2009 года, бронзовая призёрка летних Олимпийских игр в Лондоне, чемпионка мира, чемпионка Азиатских игр и Игр Юго-Восточной Азии, обладательница серебряной и трёх бронзовых медалей чемпионатов Азии, победительница многих турниров национального значения.

## Биография
Чанатип Сонхам родилась 1 марта 1991 года в городе Пхаттхалунге. Выступать на юниорском международном уровне начала с 2007 года и сразу же стала чемпионкой Азии среди юниорок. Год спустя заняла второе место на молодёжном чемпионате мира в Турции.
Первого серьёзного успеха на взрослом международном уровне добилась в сезоне 2009 года, когда вошла в основной состав тайской национальной сборной и побывала на летней Универсиаде в Белграде, откуда привезла награду бронзового достоинства, выигранную в весовой категории до 51 кг.
В 2010 году получила бронзу на чемпионате Азии в Астане и стала бронзовой призёркой Азиатских игр в Гуанчжоу. За выдающиеся спортивные достижения по итогам сезона была удостоена Ордена Дирекгунабхорна 4 класса.
Благодаря череде удачных выступлений удостоилась права защищать честь страны на летних Олимпийских играх 2012 года в Лондоне — в первых двух поединках выиграла здесь у россиянки Кристины Ким и представительницы Тайваня Ян Шуцзунь, однако на стадии полуфиналов потерпела поражение от испанской тхэквондистки Бригитте Ягуэ. Несмотря на это, в утешительной встрече за третье место она всё же одолела свою соперницу Элисабет Самору из Гватемалы и получила бронзовую олимпийскую медаль.
После лондонской Олимпиады Сонхам осталась в основном составе тхэквондистской команды Таиланда и продолжила принимать участие в крупнейших международных турнирах. Так, в 2013 году она триумфально выступила на чемпионате мира в Пуэбле, где победила всех своих соперниц в категории до 49 кг и благодаря этому завоевала золотую медаль.
В 2014 году одержала победу на Азиатских играх в Инчхоне и взяла бронзу на чемпионате Азии в Ташкенте. В следующем сезоне добавила в послужной список золотые награды, полученные на Универсиаде в Кванджу и на Играх Юго-Восточной Азии в Сингапуре. Последний раз показала сколько-нибудь значимый результат на международной арене в сезоне 2016 года, когда получила серебряную награду на азиатском первенстве в Пасае.
В 2017 году Чанатип Сонхам отправилась представлять страну на чемпионате мира в Муджу, но попасть здесь в число призёров не смогла.

## Команды по кёрлингу
| Сезон                       | Четвёртый      | Третий                 | Второй | Первый | Запасной              | Турниры            |
| --------------------------- | -------------- | ---------------------- | ------ | ------ | --------------------- | ------------------ |
| Кёрлинг среди смешанных пар |                |                        |        |        |                       |                    |
| 2024—25                     | Чанатип Сонхам | Teekawin Jearateerawit |        |        | тренер: Chatchai Choi | ЗАИ 2025 (8 место) |

(скипы выделены полужирным шрифтом)